# Трифон Панов
Трифон Л. Панов е български политик.

## Биография
Роден е през 1846 година в ломското село Мокреш. През 1862 година става ученик във Втора киевска гимназия. През 1867 година взема участие във Втората българска легия. В периода 1868 – 1871 учи в Новорусийския университет в Одеса. От 1872 до 1876 година учи в Юридическия факултет на университета със стипендия на Одеското българско настоятелство. През 1877 – 1878 година работи като преводач на княз Владимир Черкаски. 
През 1878 става председател на Търновския окръжен съд. Депутат в I ОНС, симпатизира на либералите.
Избран за подпредседател на Второто обикновено народно събрание през 1880 г. От 1879 до 1918 работи като адвокат и нотариус в Лом и Видин. Умира в град Видин през 1918 г.

## Архив
В БИА-НБКМ за Трифон Панов е обособен самостоятелен документален фонд (ф. 367)